# Adesmia neglecta
Adesmia neglecta es una especie de planta floral del género Adesmia, categorizada en la tribu Dalbergieae, de la familia Fabaceae.

## Distribución
Especie nativa de Argentina. Crece en el bioma templado.

## Taxonomía
Fue descrita por M.N.Correa y publicada en Darwiniana 23: 156 (1981).